# What Evil Lurks
What Evil Lurks es un extended play de la banda británica The Prodigy. El disco de vinilo de doce pulgadas fue lanzado en un número limitado en febrero de 1991, vendiendo alrededor de 7 000 copias. La canción principal muestra la introducción al programa de radio estadounidense de la década de 1930 sobre el héroe de aventuras La Sombra (The Shadow), «What evil lurks in the heart of men?». Las cuatro canciones formaban parte de la demostración de diez pistas que Liam Howlett envió al sello XL Recordings cuando intentaba obtener un contrato discográfico. Antes del lanzamiento de «What Evil Lurks», «Android» tuvo un lanzamiento anticipado en noviembre de 1990 y se lanzó en la versión ampliada del álbum debut de la banda, Experience. La versión original de «Everybody in the Place» aparece en el disco y es diferente de la eventual «Fairground Version» del sencillo homónimo.
El 27 de septiembre de 2004 fue reeditado en una edición limitada para celebrar el 15 aniversario de XL Recordings. En los Países Bajos, «Android» era en ese momento el piso de relleno, por lo que la versión local lo tenía como cara A con «Everybody in the Place», mientras que «What Evil Lurks» y «We Gonna Rock» eran ambas caras B.

## Lista de canciones
Todas las canciones fueron escritas por Liam Howlett.

| Lado A |                   |          |  |
| N.º    | Título            | Duración |  |
| 1.     | «What Evil Lurks» | 4:24     |  |
| 2.     | «We Gonna Rock»   | 4:34     |  |

| Lado B |                          |          |  |
| N.º    | Título                   | Duración |  |
| 3.     | «Android»                | 5:03     |  |
| 4.     | «Everybody in the Place» | 3:27     |  |